# Dioscorea
Dioscorea este un gen ce conține aproximativ 600 de specii de plante cu flori, aparținând familiei Dioscoreaceae, acestea fiind specii native în regiunile tropicale și cald-temperate ale lumii. Marea majoritate a speciilor sunt tropicale, puține fiind adaptate climatului temperat. Denumirea genului a fost dată de Charles Plumier în onoarea botanistului și medicului grec Dioscoride.